# Istmo da Curlândia
O istmo da Curlândia (em lituano:  Kuršių nerija, em russo:  Куршская коса, em polonês/polaco:  Mierzeja Kurońska, em alemão:  Kurische Nehrung, em letão:  Kuršu kāpas) é um istmo de dunas de areia de 98 km de extensão, estreito e recurvado, que separa a laguna da Curlândia do mar Báltico.

## Geografia

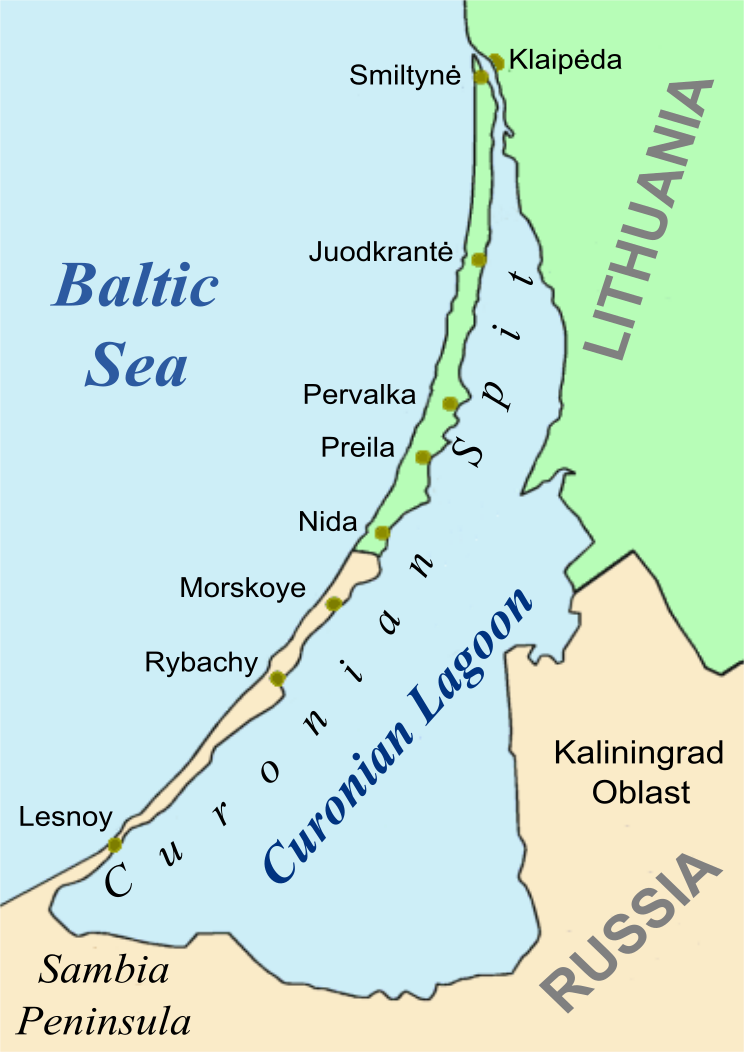
Istmo e lagoa da Curlândia

O istmo da Curlândia estende-se entre a península de Sambian a sul até um estreito, junto da cidade lituana de Klaipėda. Os 52 km mais setentrionais do istmo pertencem à Lituânia, e o resto pertence ao Óblast de Kaliningrado, da Rússia. A largura varia de 400 m na Rússia (junto de Lesnoye) até 3800 m na Lituânia (a norte de Nida).

## História
O istmo da Curlândia foi formado no terceiro milênio a.C.